# Гуфа
Гуфа — вулканическое поле. Располагается на границе Джибути и Эритреи. Состоит из застывших шлаковых конусов средними высотами 600 м и двух параллельно идущих застывших базальтовых лавовых потоков, один из которых направлен с востока на запад в сторону стратовулкана Муса Али. Другой лавовый поток направлен на север, в сторону Красного моря. Возник в современный период. Данные о вулканической активности отсутствуют.